# إبراهيم محمد إبراهيم
إبراهيم محمد إبراهيم (22 ديسمبر عام 1961، دبي) شاعر إماراتي، بدأ بنشر قصائده في الصحف والمجلات الإماراتية في العام 1980، حيث تزامن ذلك مع مشاركاته المستمرة في الأمسيات والمهرجانات الشعرية التي تقيمها المؤسسات التعليمية والثقافية والجمعيات ذات النفع العام. نشر في العديد من الصحف والمجلات العربية، وصدرت له مجموعة من الدواوين الشعرية منها: ديوان «خروج من الحب»، وديوان «سلم الكون». وحصل على العديد من الجوائز منها: جائزة الإمارات التقديرية في الفنون والعلوم والآداب عام 2019م.

## التعليم
- حاصل على ليسانس اللغة العربية من كلية الآداب في جامعة بيروت العربية.[6]

## العمل
تولى منذ بداية الثمانينيات عدة مهام في العمل الثقافي التطوعي، منها:
- رئاسة اللجنة الثقافية بنادي الشباب الثقافي الرياضي.
- رئاسة اللجنة الثقافية باتحاد كتاب وأدباء الإمارات، لدورتين متتاليتين.
- رئاسة اللجنة الثقافية، ثم اللجنة الأدبية بالنادي الثقافي العربي بالشارقة.[6]
- بالإضافة إلى المهرجانات والأمسيات التي شارك فيها محليا، كانت له مشاركات كثيرة، مثل خلالها كتاب وأدباء الإمارات ودولة الإمارات في العديد من الدول مثل: مصر، والعراق، وسوريا، والكويت، وعمان، والبحرين، وفرنسا.
- انتخب ضمن لجنة تحكيم جائزة راشد بن حميد للثقافة والعلوم الثانية عشرة عام 1995م.
- انتخب ضمن لجنة تحكيم جائزة أندية الفتيات بالشارقة لإبداعات المرأة العربية في الأدب، لثلاث سنوات متتالية (1999م-2000م-2001م).[7]

## إصداراته الشعرية
| الإصدار                          | التاريخ | مصدر          |
| -------------------------------- | ------- | ------------- |
| صحوة الورق                       | 1990م   | [ 8 ]         |
| فساد الملح                       | 1997م   | [ 9 ]         |
| هذا من أنباء الطير               | 2000م   |               |
| الطريق إلى رأس التل              | 2002م   | [ 10 ]        |
| عند باب المدينة                  | 2003م   |               |
| خروج من الحب .. دخول إلى الحب    | 2003م   | [ 11 ]        |
| مس من شتاء                       | 2004م   | [ 12 ]        |
| ريشة في الضباب                   | 2009م   |               |
| ليست الأرض لي                    | 2010م   | [ 13 ]        |
| هكذا قهوتي                       | 2010م   | [ 14 ]        |
| سكر الوقت                        | 2012م   | [ 15 ]        |
| ولدت ضحى                         | 2012م   | [ 16 ]        |
| لن تفهموا                        | 2012م   | [ 17 ] [ 18 ] |
| سلم الكون                        | 2012م   | [ 3 ]         |
| جبل الراهبات                     | 2012م   | [ 19 ]        |
| ما بعد فساد الملح: مختارات شعرية | 2017م   | [ 20 ]        |

## الجوائز
- جائزة الإمارات التقديرية في الفنون والعلوم والآداب للدورة الرابعة (فرع الشعر الفصيح) عام 2009م.[21]
- جائزة معرض الشارقة الدولي للكتاب فرع الكتاب الإماراتي فئة أفضل مؤلف إماراتي عن ديوانه «سكر الوقت» عام 2012م.[22]
- جائزة الشارقة للشعر العربي عن ديوانه ما بعد فساد الملح: مختارات شعرية عام 2017م.[20]